# Mosteiro de Lamayuru
O Mosteiro de Lamayuru, Gompa de Lamayuru, Mosteiro de Yungdrung ou Mosteiro de Yuru (em tibetano: བླ་མ་གཡུང་དྲུང་དགོན་པ་; Wylie: bla ma gyung drung dgon pa ["mosteiro eterno"] em urdu: لمیرو گومپا) é um mosteiro budista tibetano (gompa) do Ladaque, noroeste da Índia. Situa-se na aldeia de Lamayuru, 110 km oeste de Lé, 20 km a oeste-sudoeste de Khalsi e 107 km a leste-sudeste de Cargil. É uma das maiores e mais antigas gompas do Ladaque e pertence à seita Drikung Kagyu.
O mosteiro situa-se a 3 500 metros de altitude, numa área de paisagem de aspeto lunar, rodeada de montanhas pedregosas. As suas torres brancas erguem-se no cimo de uma escarpa quase vertical estranhamente erodida, abaixo da qual há casas de barro arruinadas. O local foi um ponto importante da Rota da Seda e segundo a tradição, serviu de abrigo ao famoso iogue e poeta tibetano Milarepa durante a sua viagem nos Himalaias. É provável que o local fosse considerado sagrado antes da chegada à região do budismo.
No passado, foi um dos maiores mosteiros do Ladaque, chegando a ter 400 monges. No início da década de 2010, viviam no mosteiro 30 a 50 monges, embora no total pertençam ao mosteiro cerca de 150 monges. A maior parte destes vivem e dão aulas em mosteiros dependentes de Lamayuru situados em aldeias vizinhas.
Os monges organizam dois festivais religiosos por ano, no segundo e no quinto meses do calendário tibetano (geralmente março e junho no calendário gregoriano). Durante esses festivais, todos os monges se reúnem no mosteiro para orações, que são acompanhadas por três dias de dança de máscaras cham.

## História
O tibetologista August Hermann Francke (1870–1930) escreveu que, "de acordo com a tradição popular", o mosteiro era o principal mosteiro Bön do Ladaque. O nome Yungdrung significa "sauástica" (cruz suástica em rotação para a direita), um símbolo popular Bön para eternidade.

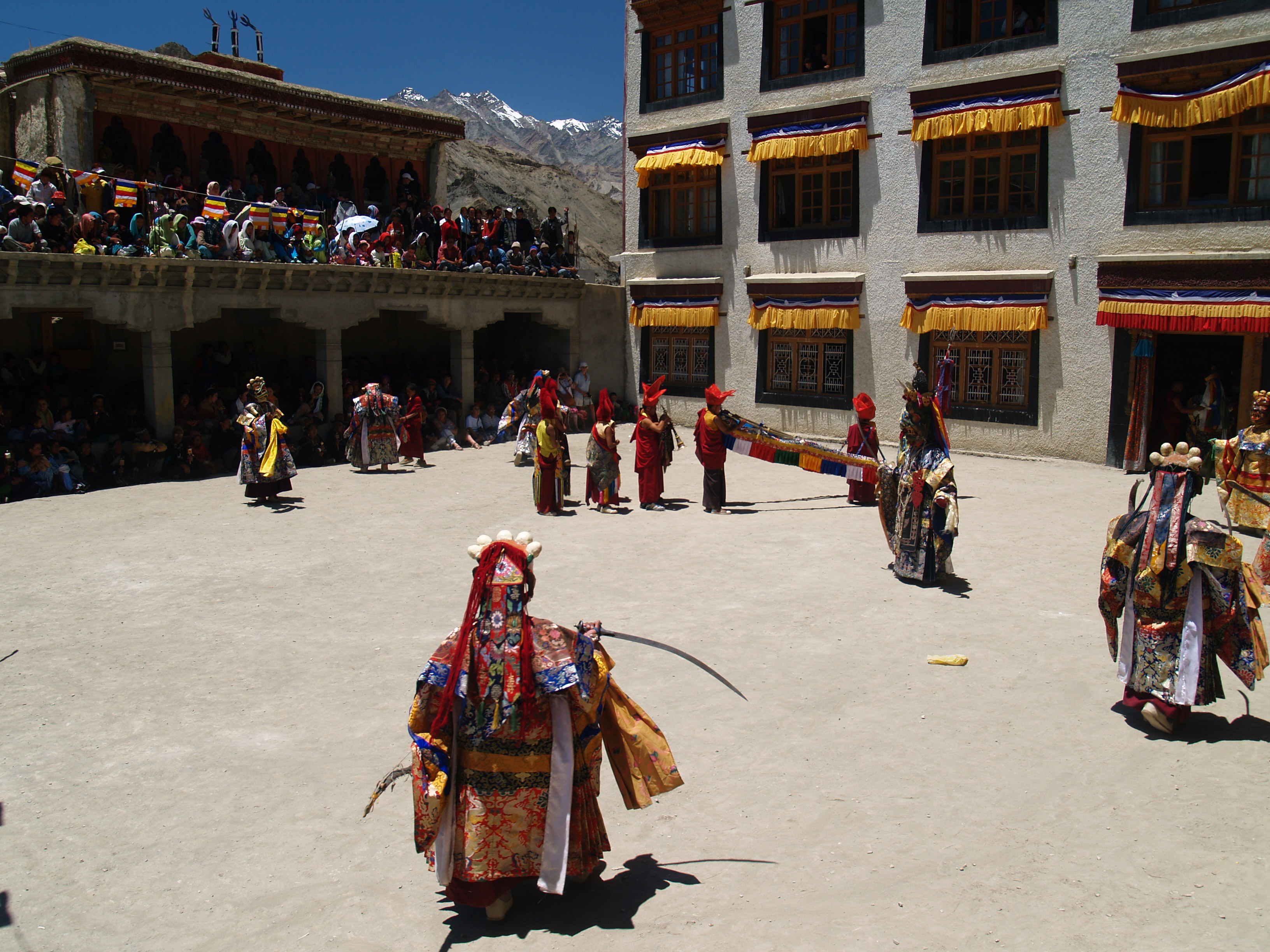
Espetáculo ritual com dança de máscaras cham

Segundo lendas antigas, no tempo de Sakyamuni (o Buda histórico), o vale de Lamayuru era um lago de águas cristalinas onde viviam nagas (serpentes sagradas). O bodisatva Madhyantaka profetizou que o lago seria esvaziado e que um mosteiro seria ali construído. Muitos séculos mais tarde, o académico e mahasiddha indiano Naropa que viveu entre os séculos X e XI, foi para Lamayuru, onde passou muitos anos a meditar numa caverna, a qual ainda pode ser vista no dukhang (sala da assembleia) do mosteiro. Depois disso, Naropa provocou uma racha numa encosta que fez com que o lago esvaziasse. Quando isso aconteceu, Naropa encontrou um leão morto e nesse local fundou o primeiro templo de Lamayuru, o Singhe Ghang (ou Seng-ge-sgang, "colina do leão"). Este templo ainda existe e é o edifício mais antigo do mosteiro, mas segundo Francke é atribuído a Rinchen Zangpo (958–1055).
Rinchen Zangpo foi encarregado de construir 108 gompas pelo rei do Ladaque e é certo que muitas gompas do Ladaque, do vale de Spiti e outras regiões vizinhas datam desse período. As gompas mais antigas do Ladaque, como a de Lamayuru e de de Alchi, bem como outras situadas em áreas mais remotas, como a de Wanla, de Mangyu e de Sumda, passaram a certa altura incerta para o controlo da seita Kadampa, caindo depois em declínio até mudarem novamente de seita, a maior parte deles para a Gelugpa. Lamayuru e Wanla (situado 14 km a sudeste de Lamayuru) foi uma exceção, tendo por alguma razão ficado sob o controlo da seita Drikungpa.
Originalmente a gompa era constituída por cinco edifícios, dos quais apenas se conserva o do centro e algumas ruínas das esquinas dos restantes. No século XVI, o rei do Ladaque Jamyang Namgyal foi curado de lepra por um lama do Tibete, a quem o rei ofereceu Lamayuru como forma de agradecimento. O rei concedeu ainda privilégios á área do mosteiro, a qual ficou isenta de pagar impostos e declarada santuário onde ninguém podia ser preso. Por essa razão, Lamayuru ainda é conhecida no Ladaque como Tharpa Ling ("local de liberdade").

## Arquitetura

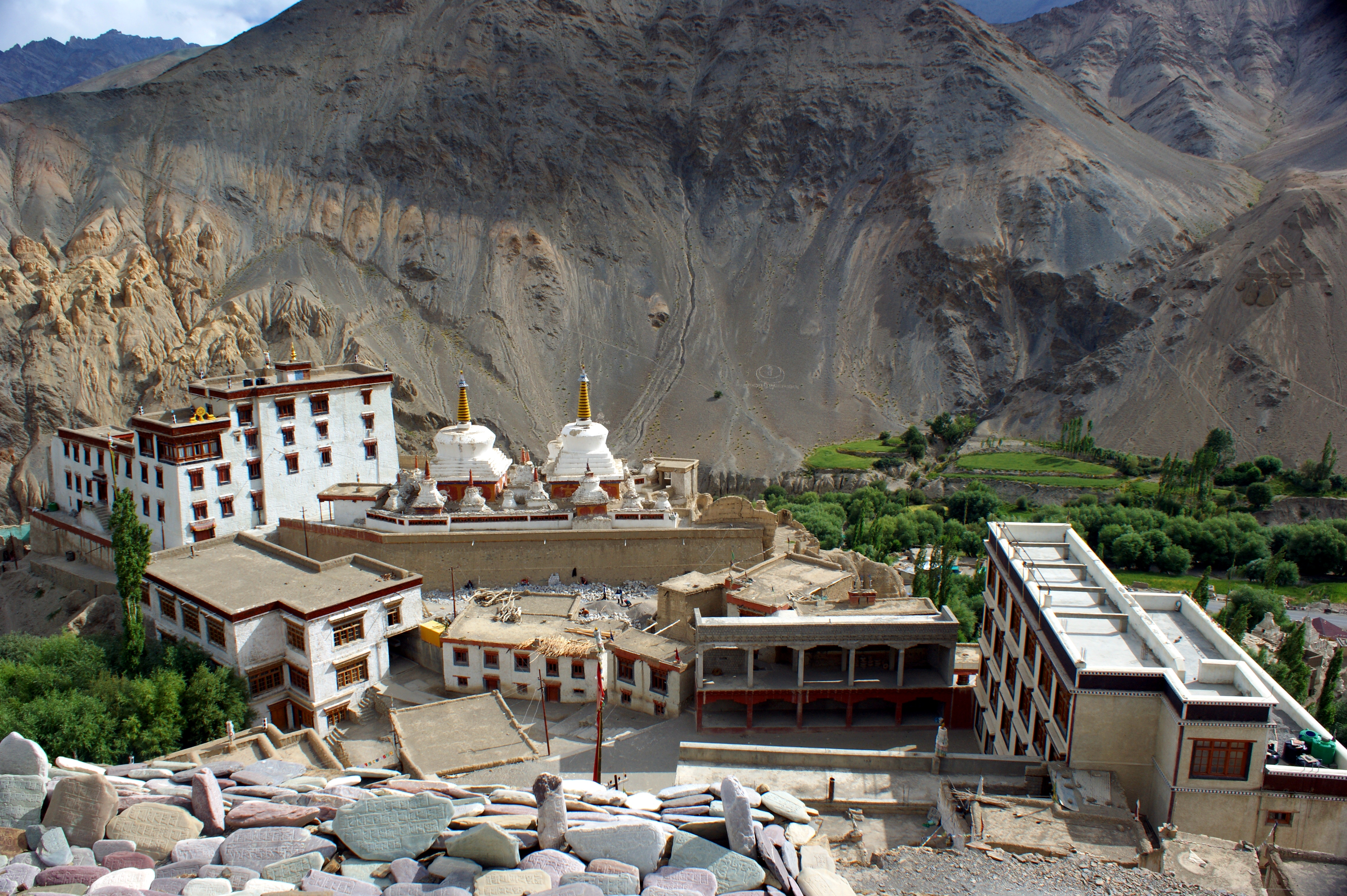
O interior do mosteiro visto da parte superior

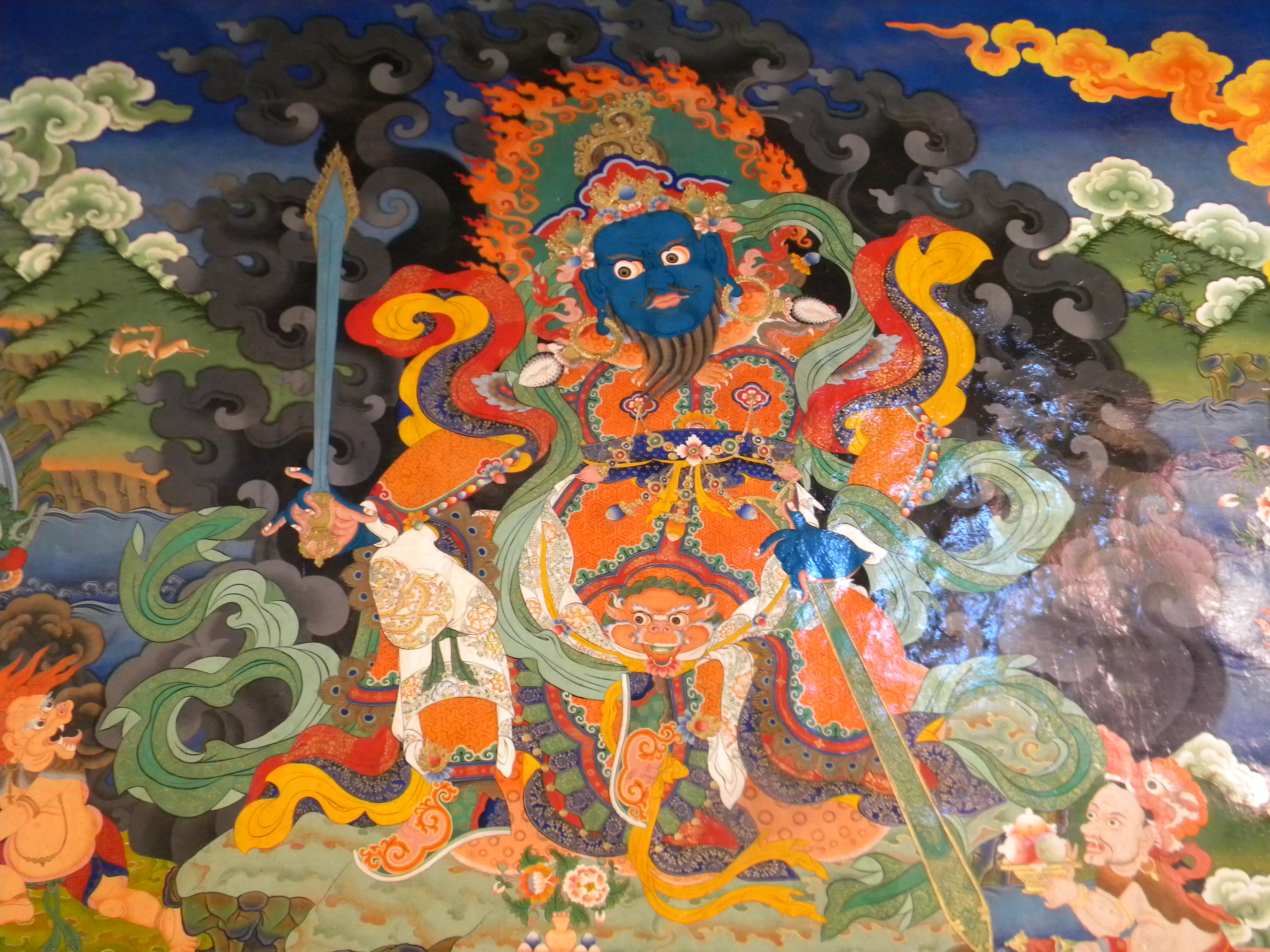
Um dos Dikpalas (Guardiões das Quatro Direções) numa pintura mural do mosteiro

À entrada do edifício principal há um poste com bandeiras de oração. Após a entrada há uma escadaria que conduz ao pátio principal, onde se encontra o dukhang, à esquerda, cuja galeria de entrada está pintada com uma representação muito colorida dos Dikpalas (Guardiões das Quatro Direções).
Na parede esquerda do dukhang há um mural representando o modo correto de vida de um lama. O dukhang foi redecorado na década de 1970 com novas pinturas nas colunas. Na parede do lado direito há uma pequena caverna, conhecida como caverna de Naropa, onde supostamente ele meditou durante vários anos. Lá se encontram estátuas de Naropa, de Marpa (discípulo de Naropa e famoso poeta e lotsawa [tradutor de textos religiosos]) e de Milarepa (discípulo de Marpa e dirigente proeminente da seita Kagyu, famoso pelo seus ascetismo).
No lado direito do dukhang estão três coleções completas do Kandshur (os 108 volumes dos ensinamentos de Buda), em estantes envidraçadas. Datadas de 1977, estas estantes estão decoradas com pinturas elaboradas. Perto do meio da parede do lado direito há uma estátua de Sakyamuni que, ao contrário do que é usual, não tem o cabelo azul. No lado oposto à entrada, há cinco estátuas de lamas de chapéu vermelho. Em frente a elas há estátuas de Amitaba (o Buda da Luz Ilimitada), Padmasambhava (um budista indiano que traduziu os textos budistas para tibetano) e Sakyamuni. No centro há um trono reservado para o lama superior de Lamayuru, o qual também é o lama superior do mosteiro de Phyang. À direita do trono encontra-se um chorten e estátuas de Padmasambhava e Tungdup Tshogs-gyal, um antig lama superior de Lamayuru. Atrás há thangkas pintadas com reencarnações de Buda.
Atrás do dukhang situa-se um gonkhang, um templo dedicado às divindades guardiãs. Junto à entrada, à esquerda há um armário envidraçado com esculturas feitas de manteiga misturada com farinha de cevada, usadas nos festivais do mosteiro, representando Mahakala, a divindade guardiã mais feroz, Apshi, um guardião da gompa, Radha Shree, o fundador da seita a que o mosteiro pertence, três guardiões e outro Apshi montado num cavalo. Em frente aos armários há uma estátua de Tara.

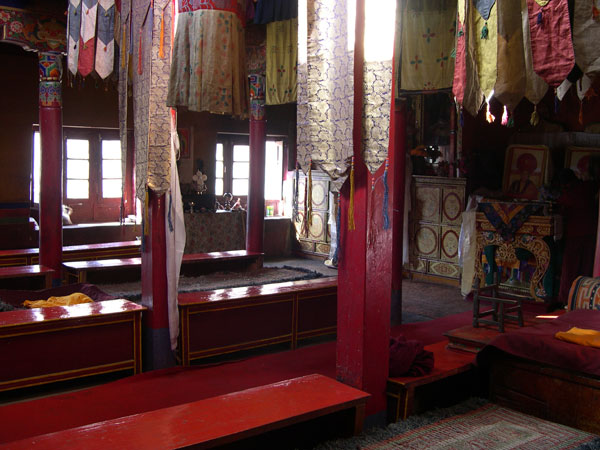
Uma das salas de oração

Num nível mais acima há outro gonkhang, também dedicado às divindades guardiãs, as quais têm estátuas nas paredes laterais. Durante o primeiro festival anual do mosteiro, os dançarinos Cham disfarçam-se as divindades deste templo. Em frente há três chortens; o do meio está decorado com turquesa e coral e outro contém as relíquias de um antigo lama superior. No interior há ainda estátuas de e pinturas murais de vários lamas.
Separado do grande edifício do dukhang encontra-se um pequeno antigo templo dedicado a Avalokitesvara. No interior, em frente à entrada está uma estátua muito antiga desta divindade, com cerca de 2,5 metros de altura, com mil braços e um olho em cada mão (simbolizando o seu enorme poder) e onze cabeças (nove cabeças de Bodisatvas, uma cabeça zangada com o sofrimento no mundo e uma cabeça de Buda no cimo). Junto a essa estátua há vária imagems mais pequenas de Avalokitesvara, Padmasambhava e de 8 Bodisatvas. Na parede ao lado há uma pintura de Avalokitesvara, mais uma vez com onze cabeças e mil braços. Numa das paredes ao lado pode ver-se um mural com as divindades que os budistas acreditam que verão após a morte. Na parede do outro lado estão pintadas encarnações de Buda.
O templo de Singhe Ghang data provavelmente da época da fundação do mosteiro, pois as suas pinturas murais e imagens apresentam grandes semelhanças com as que se podem ver no mosteiro de Alchi datadas do século X. A sua principal imagem é um grande Vairocana (o Buda que ensina), que está sentado num trono com um leão e um Garuda. Em volta da cabeça há monstros marinhos em volta da cabeça. Na parede atrás da imagem há relevos em estuque dos Budas das Quatro Direções. Na parede à esquerda há um mural com um Avalokitesvara de 11 cabeças e uma mandala pintada com Vairocana. As pinturas da parede oposta estão quase completamente destruídas por infiltrações de água. Os pilares e traves de madeira do templo são provenientes do vale de Zanskar.